# Кубок України з волейболу серед жінок 2019—2020
Кубок України 2019/2020 стартував 25 жовтня 2019 і завершився 15 лютого 2020 року. Вирішальні ігри пройшли в спорткомплексі «Прометей» (Кам'янське). Переможцем турніру став южненський «Хімік».

## Перший етап
| Група А 1. «Полтавчанка» 2. Збірна Харківської області — КЗ ХПКСП ХОР 3. «Харків'янка-ХНПУ» 4. СК «Радіус» — СДЮСШОР № 2 Група Б 1. «Аланта» 2. «Южанка» ДЮСШ № 5 — МВУФК-ЧДУ 3. НУФВСУ 4. «Орбіта-Спортінтернат» |  | Група В 1. СК «Прометей» 2. «Легенда-Wnet» 3. ФОГТЛАНД 4. «Полісся-ліцей-інтернат» Група Г 1. «Львів'янка»-ЛДУФК-СКІФ 2. «Буковинка» 3. «Регіна» — ОСДЮСШОР 4. КДЮСШ — НАЕК |

## Другий етап
| Група Ґ 1. «Волинь-Університет-ОДЮСШ» 2. «Полтавчанка» 3. «Регіна-МЕГУ-ОШВСМ» 4. «Легенда-Wnet» Група Д 1. «Університет» — ШВСМ 2. «Білозгар-Медуніверситет» 3. «Южанка» ДЮСШ № 5 — МВУФК-ЧДУ 4. «Буковинка-ДЮСШ № 4» |  | Група Е 1. СК «Прометей» 2. «Орбіта-ЗНУ-ЗОДЮСШ» 3. «Полісся-ЖДУ» 4. Збірна Харківської області — КЗ ХПКСП ХОР Група Є 1. «Хімік» 2. «Галичанка-ТНЕУ-Гадз» 3. «Аланта» 4. «Львів'янка»-ЛДУФК-СКІФ |

## Третій етап
| Група Ж 1. «Хімік» 2. «Орбіта-ЗНУ-ЗОДЮСШ» 3. «Волинь-Університет-ОДЮСШ» 4. «Полтавчанка» |  | Група З 1. СК «Прометей» 2. «Галичанка-ТНЕУ-Гадз» 3. «Університет» — ШВСМ 4. «Білозгар-Медуніверситет» |

## Фінал чотирьох

### Півфінал
| Дата       | Час   |                       | Рахунок |               | Сет 1 | Сет 2 | Сет 3 | Сет 4 | Сет 5 | Всього  | Звіт  |
| ---------- | ----- | --------------------- | ------- | ------------- | ----- | ----- | ----- | ----- | ----- | ------- | ----- |
| 14.02.2020 | 16:30 | «Галичанка-ТНЕУ-Гадз» | 3-1     | «Орбіта»      | 25–22 | 25–21 | 11–25 | 25–19 |       | 86–87   | [ 1 ] |
| 14.02.2020 | 19:00 | «Хімік»               | 3-2     | СК «Прометей» | 18–25 | 25–21 | 25–21 | 25–27 | 20–18 | 113–112 | [ 2 ] |

### Матч за бронзу
| Дата       | Час   |               | Рахунок |          | Сет 1 | Сет 2 | Сет 3 | Сет 4 | Сет 5 | Всього | Звіт  |
| ---------- | ----- | ------------- | ------- | -------- | ----- | ----- | ----- | ----- | ----- | ------ | ----- |
| 15.02.2020 | 12:30 | СК «Прометей» | 3-1     | «Орбіта» | 25–11 | 24–26 | 25–19 | 25–11 |       | 99–67  | [ 3 ] |

| 1                | Катерина Дудник      | 25 |
| 2                | Діана Мелюшкіна      | 15 |
| 3                | Дар'я Дрозд          | 9  |
| 6                | Вікторія Дельрос (л) |    |
| 7                | Дар'я Дуденок (л)    |    |
| 9                | Ангеліна Дуб'янська  | 1  |
| 11               | Катерина Ткаченко    |    |
| 12               | Діана Франкевич      | 1  |
| 13               | Лайза Келлі Феррейра | 17 |
| 17               | Десіслава Ніколова   |    |
| 18               | Олена Напалкова      | 7  |
| Резерв:          |                      |    |
| 5                | Анастасія Горбаченко |    |
| 10               | Анна Єфременко       |    |
| 14               | Ракель Лофф да Сілва |    |
| Головний тренер: |                      |    |
| Андрій Романович |                      |    |

| 2                | Лідія Лучко ()          | 8  |
| 4                | Аліка Луценко (л)       |    |
| 5                | Наталія Луханіна        | 9  |
| 7                | Олена Грицюняк          | 6  |
| 8                | Вікторія Ніколайчук (л) |    |
| 11               | Анна Харчинська         | 11 |
| 14               | Ксенія Пугач            | 7  |
| 17               | Вікторія Савченко       | 13 |
| 16               | Вікторія Олійник        |    |
| Резерв:          |                         |    |
| 9                | Валерія Дорогань        |    |
| Головний тренер: |                         |    |
| Гарій Єгіазаров  |                         |    |

### Фінал
| Дата       | Час   |         | Рахунок |                       | Сет 1 | Сет 2 | Сет 3 | Сет 4 | Сет 5 | Всього | Звіт  |
| ---------- | ----- | ------- | ------- | --------------------- | ----- | ----- | ----- | ----- | ----- | ------ | ----- |
| 15.02.2020 | 15:00 | «Хімік» | 3-1     | «Галичанка-ТНЕУ-Гадз» | 25–17 | 17–25 | 25–10 | 25–22 |       | 92–74  | [ 4 ] |

СК «Прометей» (Кам'янське, Дніпропетровська область). Судді: Олексій Скібіцький — Віталій Паршин.
| 1                | Ганна Кириченко      | 16 |
| 4                | Тетяна Козлова       | 16 |
| 6                | Кристина Нємцева (л) |    |
| 7                | Ольга Скрипак        | 1  |
| 8                | Катерина Фролова     | 10 |
| 9                | Юлія Бойко           | 18 |
| 10               | Дарія Степановська   |    |
| 11               | Кез Браун            | 7  |
| 13               | Оксана Яковчук       | 1  |
| Резерв:          |                      |    |
| 12               | Аніта Сінгх (л)      |    |
| 14               | Дар'я Великоконь     |    |
| 15               | Юлія Микитюк         |    |
| 16               | Анастасія Маєвська   |    |
| 17               | Євгенія Хобер        |    |
| Головний тренер: |                      |    |
| Євген Ніколаєв   |                      |    |

| 1                | Олександра Міленко | 19 |
| 4                | Марія Лозінська    | 16 |
| 5                | Оксана Пилипенко   |    |
| 7                | Тетяна Хилюк       | 3  |
| 9                | Валерія Дрьомова   | 7  |
| 10               | Марта Федик        | 5  |
| 12               | Людмила Березнова  |    |
| 13               | Анастасія Лях      |    |
| 17               | Тетяна Ротар (л)   |    |
| 18               | Марина Мазенко     | 14 |
| Головний тренер: |                    |    |
| Віктор Туркула   |                    |    |